# 电厂街道 (徐州市)
电厂街道，是中华人民共和国江苏省徐州市铜山区下辖的一个乡镇级行政单位。

## 行政区划
电厂街道下辖以下地区：
电厂社区和巨龙社区。